# Кантарія Валеріан Іраклійович
Валеріан Іраклійович Канта́рія (нар. 23 червня 1900, Акеті — пом. 16 червня 1973, Тбілісі) — радянський вчений-виноградар. Доктор сільськогосподарських наук з 1947 року, професор з 1947 року, член-кореспондент АН Грузинської РСР з 1957 року.

## Біографія
Народився 23 червня 1900 року в селі Акеті (тепер Грузія). 1926 року закінчив агрономічний факультет Тбіліського державного університету, викладав агрономію в школі селянської молоді. У 1931—1937 роках — старший науковий співробітник Телавського всесоюзного науково-дослідного інституту виноградарства і виноробства. З 1937-го по 1973 рік — доцент, завідувач кафедри виноградарства Грузинського сільськогосподарського інституту.
Помер в Тбілісі 16 червня 1973 року.

## Наукова діяльність
Досліджував питання теорії і практики хірургії виноградної лози, агротехніки і селекції винограду. Вивів новий столовий сорт винограду — Тбілісурі. Автор 170 наукових праць, власник авторського свідоцтва. Серед робіт:
- Агротехніка виноградарства. — Тбілісі, 1950.(груз.);
- Виноградарство. — 4-е видання — Тбілісі, 1965. (у співавторстві)(груз.);
- Теория и практика хирургии виноградной лозы. — Тбилиси, 1964.

## Відзнаки
- Заслужений діяч науки Грузинської РСР (з 1961 року);
- Нагороджений 2-ма орденами Трудового Червоного Прапора.